# Театральная (станция метро, Самара)
«Театра́льная» — строящаяся 11-я станция Самарского метрополитена на пересечении улиц Красноармейской и Галактионовской. Должна стать конечной станцией первой линии. 30 сентября 2021 года Самарская область получила инфраструктурный кредит на окончание строительства первой линии метрополитена в размере 10,4 миллиарда рублей. По требованиям кредита, станция должна была открыться в I квартале 2024 года, однако было объявлено, что станция «Театральная» будет введена в эксплуатацию в октябре 2024 года, после чего открытие было перенесено на неопределённый срок. Далее сроки были перенесены на 2026 год. Из-за срыва первоначальных сроков введения станции в эксплуатацию, и окончания срока действия контрактов на строительство станции, которые закончились в 2024 году, потребовался пересмотр и продление контракта на строительство станции. В мае 2025 года на заседании правительства Самарской области был установлен предельный срок открытия станции — 2027 год, однако метростроители рассчитывают открыть станцию в декабре 2026 года.
В строительстве оказывает помощь московский «Метрострой». Работы велись с дважды сорванным тендером на строительство.

## История
Первоначальное проектное название — «Площадь имени Куйбышева». Настоящее название обусловлено расположением станции у театра оперы и балета.
Планирование территории станции «Театральная» было поручено специалистам института «ТерНИИгражданпроект», на что было выделено 13,8 миллиона рублей. «Корректировку» проекта выполнило ООО «Волгатрансстрой-проект» за 100,95 млн рублей.
В январе 2022 года началась расчистка территории для строительства станции. Территория за театром была огорожена, движение трамваев по Галактионовской улице было временно перекрыто.

## Архитектура и оформление
Проектированием архитектуры и художественного облика станции занимались архитекторы ООО «Волгатрансстрой-проект».
Для оформления станции предложили использовать серые и коричневые тона, для создания театральной атмосферы предлагают разместить «маски».
По существующему проекту, станция будет связана с вестибюлями лестницами, без эскалаторов.

Построим два перегонных тоннеля от Полевой до Вилоновской с притоннельными сооружениями (вентиляционной камерой, водоотливной установкой) и станцию «Театральную». Станция будет мелкого заложения. Планируется, что конструкцию платформы сделают колонного типа, с двумя вестибюлями и тремя лестничными сходами.
— Николай Плаксин, министр строительства Самарской области.

## Путевое развитие
Станция спроектирована как конечная первой линии Самарского метрополитена. Перед станцией предусмотрен перекрёстный съезд. Строительство станции предполагает сокращение интервала на первой линии с нынешних 9 - 12 минут до 3,5 - 6 минут.

## Строительство
Стоимость станции оценили в 11,9 млрд руб., но планируется сокращение стоимости до 7 млрд рублей. В 2021 году было решено выделить на строительство самарского метро 10,4 млрд рублей. Окончательную стоимость строительства станции оценивали в 18,4 млрд. руб., однако в 2025 году её стоимость повысилась ещё на 700 миллионов, итого 19,1 млрд. руб., из которых 10,4 млрд. — средства инфраструктурного бюджетного кредита, и 8,7 млрд. — средства областного бюджета

### 2022
10 января 2022 года в связи с началом подготовки к строительству станции было закрыто движение трамваев по Галактионовской улице до 31 декабря 2024 года (позднее сроки открытия трамвайной линии были перенесены на неопределённый срок), запрещена парковка автотранспорта на близлежащих улицах. 25 января начаты земляные работы, копались шурфы для уточнения положения коммуникаций, снимали трамвайные пути.
В январе 2022 года Марат Хуснуллин заявил о начале строительства станции в 2022 году. Предлагалось вести работу круглосуточно, чтобы ускорить завершение строительства первой линии метро в Самаре, в том числе станции «Театральной». В связи с этим Министерство строительства Самарской области предложило внести поправки в региональное законодательство «о тишине».
8 октября 2022 года был закрыт перекрёсток улиц Ново-Садовой, Самарской и Полевой для выноса коммуникаций из зоны, где в ближайшее время начнется проходка тоннеля до новой станции. В конце октября 2022 года началась разработка стартового котлована для станции «Театральная» на Галактионовской улице.

### 2023
В начале марта в Самару из Москвы был перебазирован кран для монтажа тоннелепроходческого комплекса, далее — элементы самого комплекса .
К началу апреля комплекс был смонтирован. Перед началом полноценной проходки тоннелей было необходимо тщательно протестировать комплекс на безопасность и корректность работы.
В мае признаны несостоявшимися торги на строительство станции, так как на конкурс была подана лишь одна заявка, но и та не соответствовала критериям. Стартовая цена контракта составляла 11,7 млрд руб. Запуск щита был намечен на 13 мая 2023 года. Однако из-за необходимости расселения жителей со старого фонда, и устранения некоторых препятствий на пути к проходке, запуск щита не состоялся на протяжении длительного времени.
Работы над станцией были приостановлены в ноябре. В декабре строительство станции было возобновлено, однако перспективы открытия на тот момент всё ещё оставались туманными.

### 2024
В мае ожидался запуск щита, который стоял год в котловане.
Торжественный запуск щита состоялся 6 мая из котлована станции Театральной по направлению к демонтажной камере в районе пересечения улиц Полевой и Ново-Садовой.
На конец мая установлено 58 колец. В июне сообщалось об установке 100 колец, что эквивалентно 140 метрам ЛПТ, из общей длины 1600 метров.
На октябрь готовность станции составляла 70 %, а на 1 декабря — 90 %, также 1 декабря завершена проходка левого перегонного тоннеля, 1587 метров, состоялся официоз встречи. Проходку правого перегонного тоннеля планировалось начать в феврале 2025 года после перемонтажа щита.

### 2025
9 февраля 2025 года щит был смонтирован и готов к проходке. В конце феврале компания «Мосметрострой» сообщила о возможном демонтаже проходческого щита и возврата его в Москву, по причине непродления договора о строительстве, срок действия которого истек в декабре 2024 года, из-за чего возникли риски растягивания строительства станции до 2031 года.
Ситуация привлекла внимание федеральные власти, и в частности, Минстрой РФ. 14 марта Самару с инспекцией посетил министр строительства РФ Ирек Файзуллин. По результатам встречи губернатором Самарской области Вячеславом Федорищевым было принято решение о возобновлении работ по проходке на втором тоннеле станции, которые должны были начаться 17 марта. Однако из-за необходимости продления контрактов на строительство станции, и последовавших за этим бюрократических проволочек и издержек, проходка второго тоннеля на назначенную дату так и не состоялась, и на протяжении двух последующих месяцев вопросы о проходке второго тоннеля и дальнейшего строительства станции вновь повисли в воздухе.
7 мая 2025 года состоялось заседание Правительства Самарской области, на котором были подписаны и продлены необходимые основные контракты на строительство станции, был назначен крайний срок введения станции в эксплуатацию — 2027 год, что в свою очередь позволило 19 мая 2025 начать проходку правого тоннеля от улицы Полевой. 
Согласно информации «Мосметрострой» за июнь 2025 года, было пройдено 222 метра второго перегонного тоннеля к станции «Театральная», для завершения осталось пройти ещё 1366 метров. Планируемая скорость проходки составит около 280 метров в месяц. Работы проводятся в соответствии с проектными требованиями, включая контроль давления грунтопригруза для предотвращения просадок. Расчётный срок завершения проходки — конец декабря 2025 года.

## Критика
Как считает вице-президент, председатель правления Самарской региональной организации Союза архитекторов России, профессор кафедры реконструкции и реставрации архитектурного наследия Самарского государственного архитектурно-строительного университета и профессор Международной академии архитектуры Юрий Корякин, нынешнее расположение станции — у Галактионовской улицы за Оперным театром —  нецелесообразно, так как не обеспечит достаточный пассажиропоток. С ним согласен почётный член Всероссийского общества автомобилистов Олег Мартин.
В то же время, не все горожане разделяют скептицизм по поводу расположения станции. Станция располагается на относительно небольшом расстоянии от корпусов пяти вузов и четырёх колледжей. Также в радиусе станции находится множество рабочих мест, среди которых магазины, офисы, культурно-просветительские, развлекательные, медицинские и учебные учреждения и др..
Ко всему вышеперечисленному, дополнительно станция будет загружена жителями исторического центра, в котором будет располагаться станция метро, жители которого уезжают в районы уже существующих станций на работу или учёбу..